# Trận doanh (Rồng và Ngục tối)
Trong trò chơi nhập vai Rồng và Ngục tối, trận doanh là một thuộc tính mô tả quan điểm đạo đức và nguyên tắc xử thế của sinh vật hay xã hội.
Trong các phiên bản đầu, trận doanh được phân chia theo một trục: trật tự, tôn trọng luật pháp và danh dự; hỗn loạn, ngược lại với trật tự; và trung lập. Về sau trục thiện, ác, trung tính được thêm vào; với hai trục trận doanh, ta có 9 nhóm chính như sau:
| Trật tự thiện lương | Trung lập thiện lương | Hỗn loạn thiện lương |
| Trật tự trung tính  | Trung tính            | Hỗn loạn trung tính  |
| Trật tự tà ác       | Trung lập tà ác       | Hỗn loạn tà ác       |

Mô hình chín trận doanh này được sử dụng trong suốt phiên bản 2 và 3 của "Rồng và Ngục tối". Cho đến năm 2008, phiên bản thứ tư giảm số lượng xuống còn năm trận doanh: trật tự thiện lương, thiện lương, không trận doanh, tà ác, hỗn loạn.